# 神保道夫
神保道夫（日语：／ Jimbō Michio，1951年11月28日—），日本数学家，立教大学教授。 他是语言学家神保格的孙子。